# هوارد فرنسيس
هوارد فرنسيس (26 مايو 1868 - 7 يناير 1936) (بالإنجليزية: Howard Francis)‏ هو لاعب كريكت جنوب أفريقي. شارك مع منتخب جنوب أفريقيا الوطني للكريكت.

## وصلات خارجية
- هوارد فرنسيس على موقع إي آس بي آن كريك إنفو (الإنجليزية)